# Manon Labrecque
Manon Labrecque (nascida em 1965) é uma artista canadiana que vive em Montreal.
Em 2007 recebeu o prémio de criação artística no rendez-vous du cinéma québécois. Em 2013 ganhou o Prix Louis-Comtois para artistas a meio de carreira. O seu trabalho encontra-se incluído nas colecções do Musée national des beaux-arts du Québec, do Montreal Museum of Fine Arts e da Galeria Nacional do Canadá.